# Pennautier
Pennautier là một xã của Pháp, nằm ở tỉnh Aude trong vùng Occitanie.